# 北見運転免許試験場

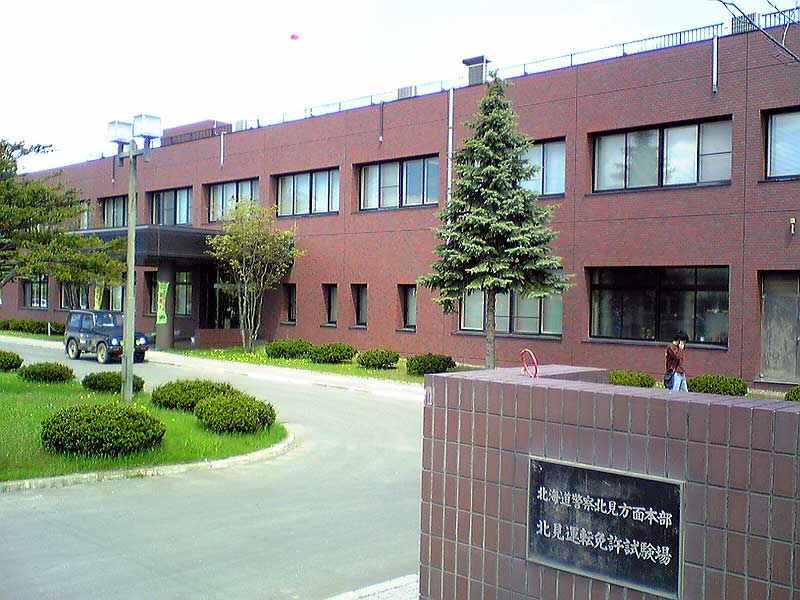
北見運転免許試験場

北見運転免許試験場（きたみうんてんめんきょしけんじょう）は、北海道警察北見方面本部が管理する運転免許試験場である。

## 所在地
- 北海道北見市大正141-1

## 管轄
- オホーツク地方の全域

## 交通機関
- 北海道北見バス 北見バスターミナル発　卸売団地線 「運転免許試験場」下車徒歩3分
- JR石北本線西北見駅下車徒歩20分